# Crise no Equador de 2010
A crise no Equador de 2010 foi deflagrada em 30 de setembro de 2010, a partir de um movimento de protesto dos policiais do Equador contra uma lei que reduz os gastos com a segurança pública, retirando parte de seus vencimentos. Os rebeldes invadiram o Congresso, ocuparam o  Aeroporto Internacional de Quito, obrigando as autoridades de aviação civil a suspenderem as operações, e tomaram o controle dos principais quartéis da polícia. O movimento se espalhou por Guayaquil e Cuenca e houve confrontos entre tropas leais ao governo e os rebelados.
O presidente Rafael Correa denunciou o movimento como uma tentativa de golpe de Estado. Entretanto, membros da oposição consideram que o governo teria agido de forma prepotente ao promover a nova legislação sobre o funcionalismo público, motivando assim a revolta popular. O presidente enfrenta oposição até mesmo dos parlamentares de seu próprio partido por conta dessas medidas e manifestou a intenção de dissolver o Congresso para aprová-las, o que é previsto pela legislação, mas requer aprovação do tribunal constitucional do país.
O presidente declarou temer por sua vida, anunciando também que o Equador se encontra em estado de exceção. Em discurso no quartel-general do Exército, transmitido pela Rádio Pública do Equador, disse que se sentia sequestrado e contou que, em Quito, os manifestantes dispararam bombas de gás lacrimogêneo em sua direção, após o que ele foi  hospitalizado e permaneceu sitiado durante dez horas, dentro do hospital.
Governistas e a própria oposição defendem a dissolução do Parlamento e a convocação de eleições antecipadas. Lucio Gutiérrez, que governou o país entre janeiro de 2003 e abril de 2005, quando foi derrubado por manifestações populares, declarou que Correa é o único responsável pela instabilidade política no Equador. O governo brasileiro acompanha de perto a crise e pede a manutenção das instituições democráticas. Líderes da Unasul tiveram uma reunião de emergência, em Buenos Aires, e condenaram "a tentativa de golpe de estado".
A Organização dos Estados Americanos também se reuniu emergencialmente para "repudiar qualquer tentativa de alterar a institucionalidade democrática no Equador e fazer um enérgico chamado à polícia do país e aos setores políticos para que se evite qualquer ato de violência que possa gerar uma situação de instabilidade política". Em 5 de outubro, o estado de exceção foi prorrogado e o Exército ocupou a Assembleia Nacional. O presidente da Venezuela, Hugo Chávez, acusou Barack Obama de envolvimento com a rebelião, fato logo desmentido pelo governo equatoriano.
Apesar da crise, o presidente Rafael Correa conta com o apoio de 75 por cento da população. O oposicionista Fidel Araujo, membro do Partido Sociedade Patriótica (PSP), foi preso e acusado de estar ligado ao protesto dos policiais diante do hospital onde Correa foi internado. O presidente teve que ser resgatado por militares fiéis ao governo, que entraram em tiroteio com os revoltosos. Isso foi considerado tentativa de assassinato pela Procuradoria-Geral do país.
Em 11 de outubro, o comandante geral da polícia do Equador, Patricio Franco, pediu desculpas pelo comportamento dos policiais revoltosos e anunciou a reorganização da instituição. Mesmo assim, o país ficará em estado de emergência por tempo indeterminado. Analistas advertem que a crise está longe do fim e que o presidente saiu enfraquecido não só por causa da crise entre as instituições do país como também pela falta de apoio das Forças Armadas. Entretanto, eles divergem sobre a caracterização do fato como golpe de Estado.